# Rose d'Arquinvilliers
Rose d'Arquinvilliers, née le 28 juin 1812 à Saint-Ouen-Marchefroy et morte le 24 avril 1872 à Paris, est une peintre française.

## Biographie
Louise Joséphine Constance Rose de Parron est la fille de Jacques Dominique Louis, baron de Parron, receveur des contributions directes, et de Catherine Joséphine d'Augerolle.
Elle épouse en 1832, Athanase Victor Roger baron d'Arquinvilliers (1805-1838), maître des comptes. Leur fille Louise Joséphine Roger d'Arquinvilliers épousera le sculpteur Augustin Courtet.
Élève de Georges Rouget et Claude-Marie Dubufe, elle expose au Salon de 1844 à 1852.
Devenue veuve, elle épouse en secondes noces, en 1846 à Paris, Jean Marie André Haussmann.
Elle meurt à l'âge de 59 ans à son domicile de la rue du Faubourg-Saint-Honoré.

## Participation aux Salons parisiens
- Valentine de Milan ; tête d'étude, au Salon de 1844
- Groupe d'objets de curiosité, au Salon de 1846
- Saint Louis et la reine Blanche venant prier sur le tombeau de saint Gauthier, dans l'abbaye de Saint-Martin, près Pontoise (Chronique de Pontoise), au Salon de 1842
- Sainte Cécile, au Salon de 1842
- Costume de Bagnères-de-Bigorre ; tête d’étude, au Salon de 1849
- Marie de Commines et le dauphin (Charles VIII), au Salon de 1849
- Une ondine ; tête d'étude, au Salon de 1849
- Portrait de Mlle J. d’A., au Salon de 1852

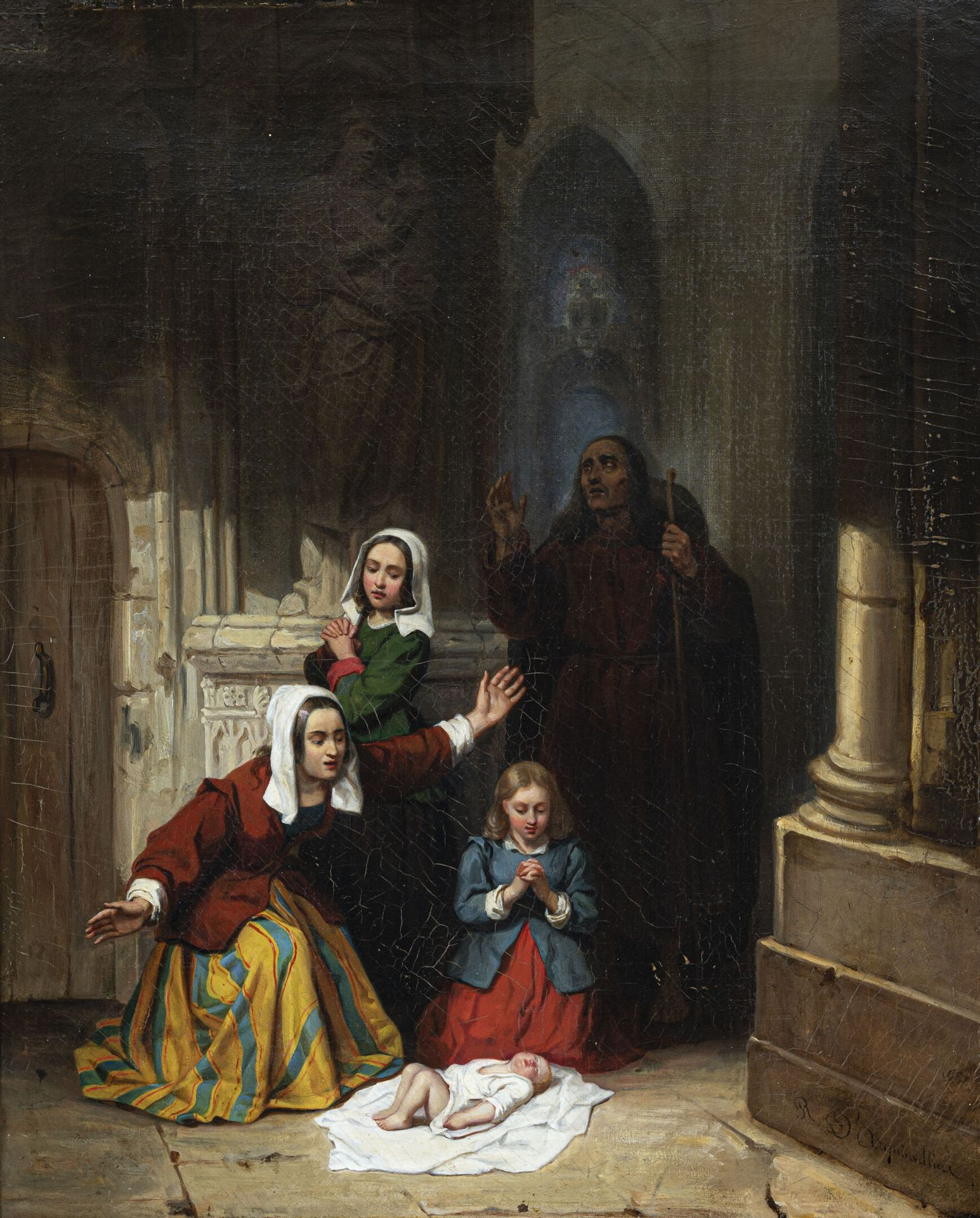
Résurrection d'un jeune enfant devant la statue miraculeuse de Notre-Dame de Pontoise
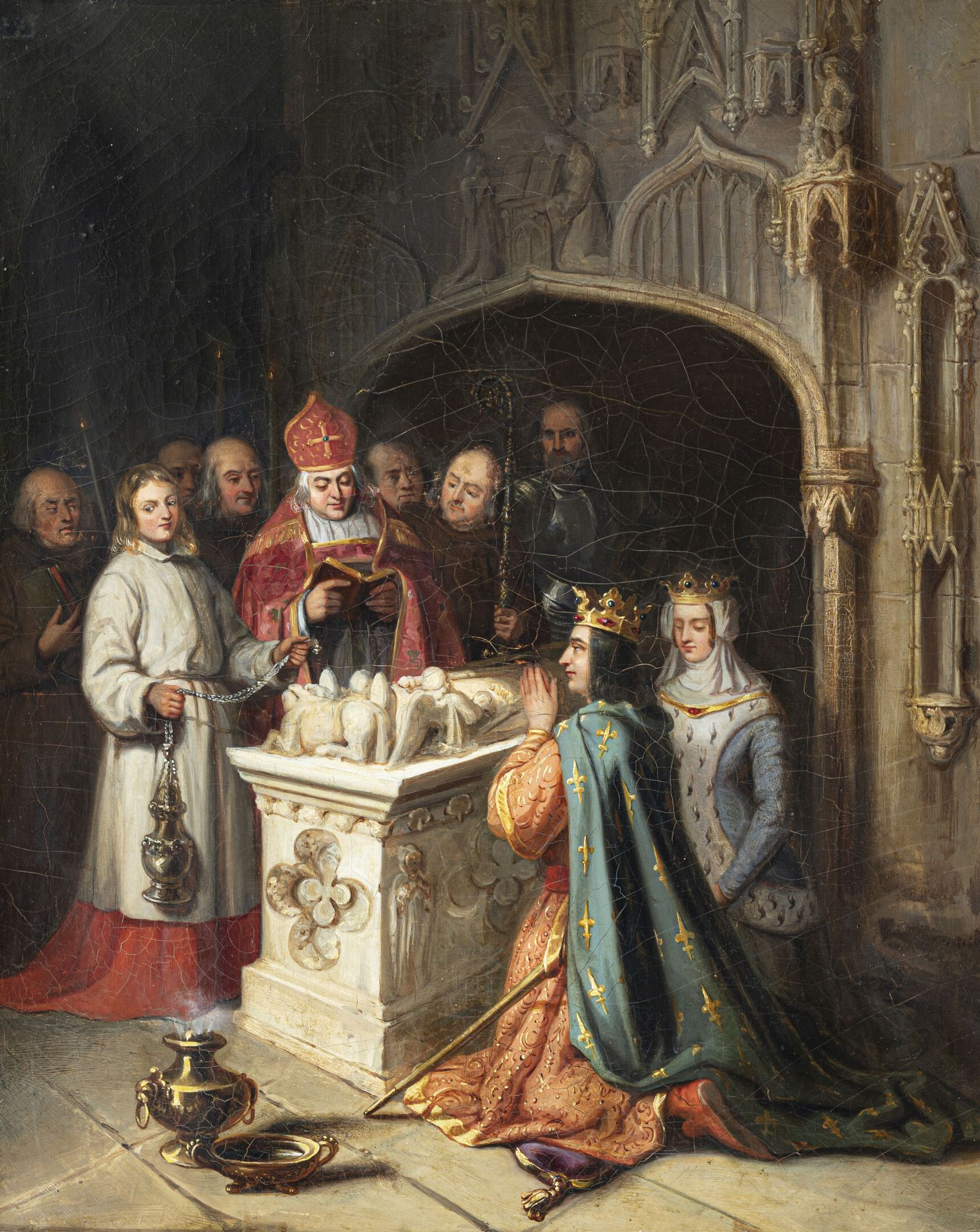
Saint Louis et la reine Blanche venant prier sur le tombeau de saint Gauthier, dans l'abbaye de Saint-Martin, près Pontoise